# Courvite isabelle
Cursorius cursor
Pour les articles homonymes, voir Isabelle.
Espèce
Synonymes
Charadrius cursor Latham, 1787
Statut de conservation UICN

 LC  : Préoccupation mineure
Le Courvite isabelle (Cursorius cursor) est une espèce d'oiseaux limicoles de la famille des Glareolidae.

## Morphologie
Le courvite isabelle mesure, de la tête à la queue, de 19 à 21 cm.

## Comportement
Cet oiseau vit dans les régions arides ou semi-arides et préfère courir plutôt que de s'envoler

### Reproduction

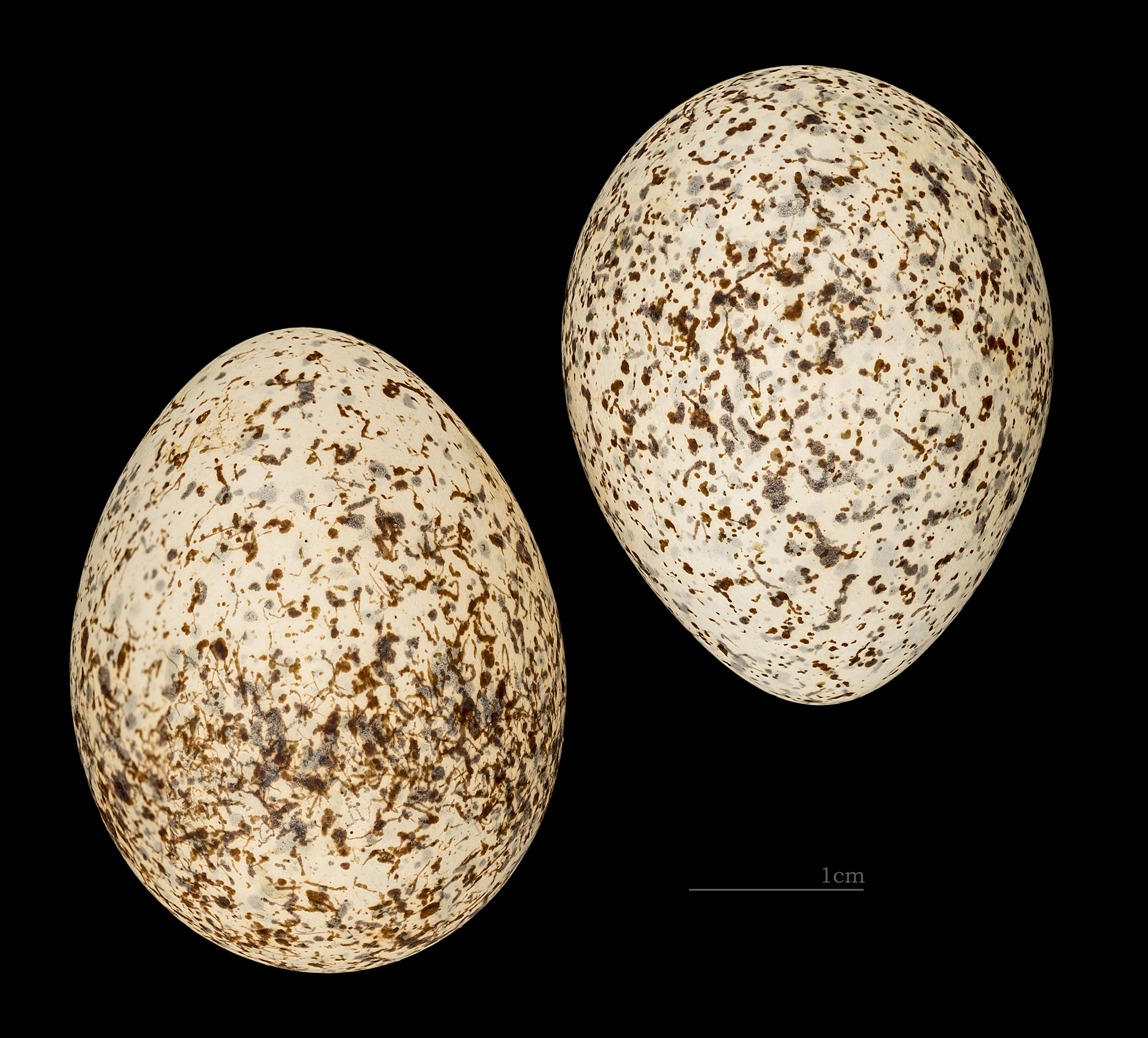
Œufs de Cursorius cursor

## Répartition et habitat
Son aire s'étend du Pakistan à l'Europe et au nord de l'Afrique jusqu'aux îles Canaries.
Il hiverne notamment au Sahel et dans la vallée du Nil.

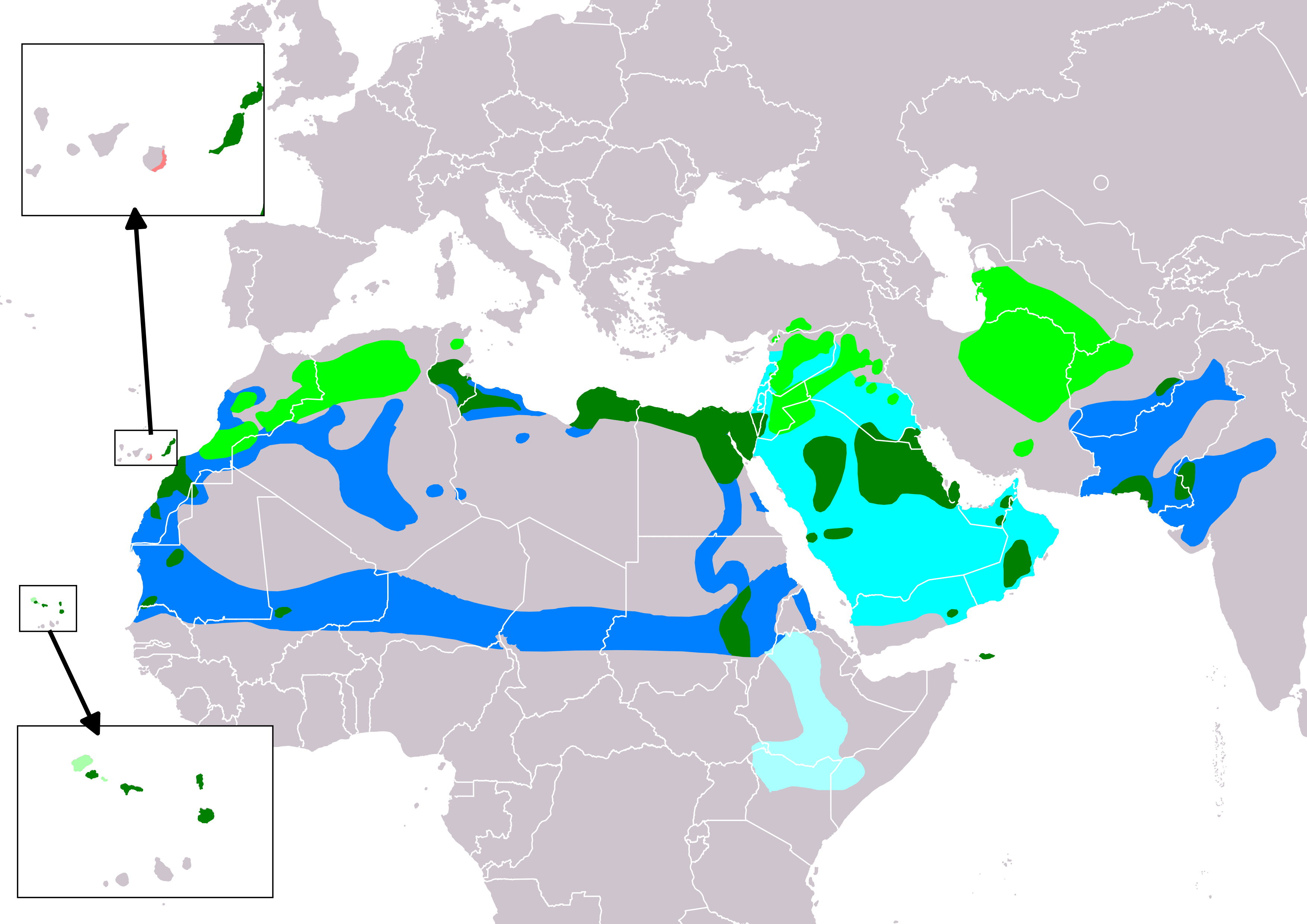
Distribution du Courvite Isabelle

## Systématique

### Protonyme
L'espèce Cursorius cursor a été décrite par le médecin, naturaliste  britannique John Latham en 1787, sous le nom initial de Charadrius cursor.

### Synonyme
- Charadrius cursor Latham, 1787 protonyme

### Sous-espèces
D'après la classification de référence (version 14.1, 2024) de l'Union internationale des ornithologues, le Courvite isabelle possède 3 sous-espèces (ordre philogénique) :
- Cursorius cursor cursor (Latham, 1787) — des îles Canaries à l'Iraq ;
- Cursorius cursor bogolubovi Zarudny, 1886 — du sud-est de la Turquie au nord-ouest de l'Inde ;
- Cursorius cursor exsul Hartert, EJO, 1920 — Cape Verde.

## Galerie

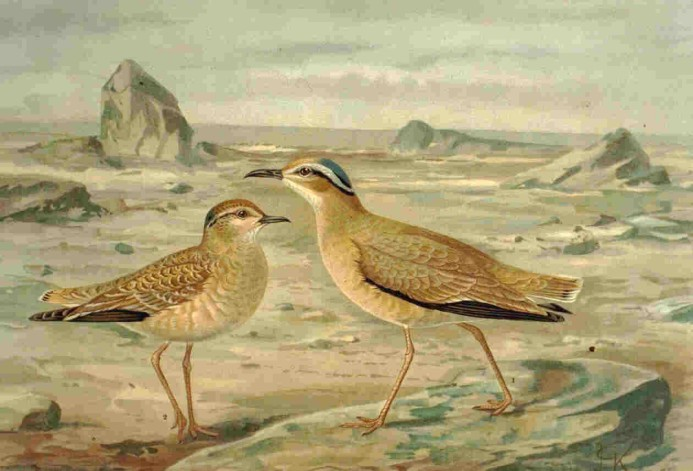
Planche zoologique